# シャルル・ド・ブルボン (ヴァンドーム公)
シャルル・ド・ブルボン（Charles de Bourbon, 1489年6月2日 - 1537年3月25日）は、ヴァロワ朝期のブルボン家の人物。ブルボン朝の祖アンリ4世の祖父。初代ブルボン公ルイ1世の四男ラ・マルシュ伯ジャック1世から5代目の子孫に当たる。フランス王フランソワ1世の時代に国王軍の指揮官を務めた。ヴァンドーム伯（在位：1495年 - 1514年）、後にヴァンドーム公（在位：1514年 - 1537年）。

## 生涯
ブルボン家傍系のヴァンドーム伯フランソワとサン＝ポル女伯マリー・ド・リュクサンブールの長男としてヴァンドーム城に生まれる。フランソワ1世の下で軍人として活躍し、ヴァンドーム伯からヴァンドーム公へと昇爵された。
1513年5月18日にアランソン公ルネの長女フランソワーズ・ダランソンと結婚し、13子をもうけた。
- ルイ（1514年 - 1516年） - マルル伯
- マリー（1515年 - 1538年）
- マルグリット（1516年 - 1589年） - ヌヴェール公フランソワ1世と結婚、カトリーヌ・ド・クレーヴの母。
- アントワーヌ（1518年 - 1562年） - ヴァンドーム公、ナバラ王、アンリ4世の父。
- フランソワ（1519年 - 1546年） - アンギャン伯
- マドレーヌ（1521年 - 1561年）
- ルイ（1522年 - 1525年）
- シャルル（1523年 - 1590年） - ブルボン枢機卿、ルーアン大司教
- カトリーヌ（1525年 - 1594年）
- ルネ（1527年 - 1583年）
- ジャン（1528年 - 1557年） - ソワソン伯、アンギャン伯。従妹サン＝ポル女伯マリー2世（サン＝ポル伯フランソワ1世娘）と結婚。
- ルイ（1530年 - 1569年） - コンデ公、ソワソン伯
- エレオノール（1532年 - 1611年）

1527年、ブルボン公シャルル3世の死によりブルボン家の本流が断絶したことから、新たにブルボン家家長を継承した。